# ウスバシロチョウ
ウスバシロチョウ（薄羽白蝶、Parnassius citrinarius）は、チョウ目・アゲハチョウ科・ウスバアゲハ亜科に属するチョウの一種。「ウスバアゲハ」と呼ぶこともある。

## 分布
中華人民共和国東部、朝鮮半島、日本に分布。日本国内では北海道から本州、四国にかけて分布。北方系のチョウなので、西南日本では分布が限られる。

## 特徴
前翅長は25-35mm。翅は半透明で白く、黒い斑紋がある。体毛は黄色く細かい。年1回、5-6月頃（寒冷地では7-8月頃）に発生する。卵で越冬し、2-3月頃に孵化。日本の日本海側の多雪地帯では個体は黒く、太平洋側の低山地では白い個体が多い傾向がある。
幼虫の食草はケシ科のムラサキケマン、エゾエンゴサク、ヤマエンゴサクなど。蛹時にマユを作る数少ないチョウ。
| 吸蜜するウスバシロチョウ | 裏翅 |
| 吸蜜するウスバシロチョウ | 裏翅 |

## 分類
Parnassius glacialisの亜種（P. g. citrinarius）とされてきたが、独立種P. citrinariusとするべきことが近年明らかになった。
- P. c. citrinarius
- P. c. shikokuensis

## 近縁種
ヒメウスバシロチョウ Parnassius stubbendorfii hoenei Schweitzer, 1912
ウスバキチョウ Parnassius eversmanni daisetsuzanus Matsumura, 1926

## 種の保全状況評価
日本では、茨城県でレッドリストの絶滅危惧種の指定を受けている。東京都では、北多摩で情報不足、本土部、南多摩と西多摩でランク外の指定を受けている。